# Vermichiton
Vermichiton is een monotypisch geslacht van keverslakken uit de familie van de Callochitonidae.

## Soort
- Vermichiton vermiculus Kaas, 1991